# Ψレントプリズナー
「Ψレントプリズナー」（サイレントプリズナー）は、斉木ックラバー feat. 斉木楠雄（神谷浩史）、燃堂力（小野大輔）、海藤瞬（島﨑信長）のシングル。

## 概要
2017年7月23日に開催されたテレビアニメ『斉木楠雄のΨ難』のイベント「斉木楠雄のΨ難 さわげ！真夏のPK学園文化Ψ」で発表された。
カップリング曲として、斉木ックラバーが歌う「Ψレントプリズナー（斉木ックラバー ver.）」「ジャッジメント・ナイツ・オブ・サンダー 〜伝説の勇者」が収録されている。オリコンランキング最上位は85位。
「Ψレントプリズナー」はテレビ東京系列で放送されたテレビアニメ『斉木楠雄のΨ難』第2期のオープニングテーマとして、第1χから第13χまで使用された。

## 収録曲

### 通常盤
1. Ψレントプリズナー
作詞：只野菜摘  作曲・編曲：斉木ックラバー  歌：斉木ックラバー feat. 斉木楠雄（神谷浩史）、燃堂力（小野大輔）、海藤瞬（島﨑信長）
テレビアニメ『斉木楠雄のΨ難』第2期　オープニング（1χ～13χ）
2. Ψレントプリズナー（斉木ックラバー ver.）
歌：斉木ックラバー
3. ジャッジメント・ナイツ・オブ・サンダー 〜伝説の勇者
作詞・作曲・編曲・歌：斉木ックラバー
4. Ψレントプリズナー（Instrumental）
5. Ψレントプリズナー（斉木ックラバー ver.）（Instrumental）
6. ジャッジメント・ナイツ・オブ・サンダー 〜伝説の勇者（Instrumental）